# Tunnel Châtelet-Gare du Nord
Le tunnel Châtelet - Gare du Nord est un tunnel ferroviaire à double voie exploité par la Régie autonome des transports parisiens (RATP) et la Société nationale des chemins de fer français (SNCF) et qui traverse les 1er, 2e, 9e et 10e arrondissements de Paris.
D'une longueur de 2,2 km et inauguré le 10 décembre 1981, il permet de relier les gares souterraines de Châtelet - Les Halles et de Paris-Nord. Il est emprunté par les lignes B et D du réseau express régional d'Île-de-France.
Il s'agit d'un des tunnels ferroviaires les plus fréquentés d'Europe avec une capacité maximale de 32 trains par heure et par sens. Sa saturation chronique et la circulation de deux lignes sur les mêmes voies en fait aujourd'hui l'un des points noirs du réseau francilien.

## Situation ferroviaire
Le tunnel débute à l'extrémité sud de la gare souterraine de Paris-Nord, dans le 10e arrondissement de Paris, qui constitue le point kilométrique (PK) zéro des RER B et D. Il s'achève à l'extrémité nord de la gare de Châtelet - Les Halles, dans le 2e arrondissement, au PK 2,247.
À cheval entre les zones RATP et SNCF et emprunté par deux lignes de RER aux exploitations différentes, le tunnel fait l'objet d'un découpage complexe. En partant de la gare du Nord, le tunnel est en zone SNCF jusqu'au PK 0,678 (voie 1). Les 1 569 mètres restants, soit l'essentiel de l'ouvrage, sont donc en zone RATP. De part et d'autre de cette limite s'appliquent des réglementations et des régulations différentes. En revanche, la commutation de l'alimentation électrique entre les réseaux RATP et SNCF n'est pas concernée par cette division et s'effectue de part et d'autre de la gare de Paris-Nord. 
C'est dans le tunnel que le RER B change d'exploitant : la portion sud de Châtelet - Les Halles jusqu'à Robinson et Saint-Rémy-lès-Chevreuses relève de la RATP tandis que la portion nord de Paris-Nord jusqu'à Mitry - Claye et Aéroport Charles-de-Gaulle 2 relève de la SNCF. Le RER D reste de son côté entièrement exploité par la SNCF, mais il traverse la zone RATP  jusqu'à repasser en zone SNCF entre Châtelet - Les Halles et la gare de Lyon (PK 3,118).

## Histoire

### Avant le RER
L'idée d'un tunnel ferroviaire nord-sud permettant d'interconnecter la gare de Paris-Nord avec les autres grandes gares parisiennes est évoquée dès le XIXe siècle. Le projet refait surface en 1929 dans le plan Ruhlmann-Langevin, lequel propose la création d'un métro régional grâce à l'interconnexion des gares de Paris-Nord et Paris-Est avec celles de Paris-Montparnasse, du Luxembourg et de Paris-Austerlitz.

### Conception
Dans le schéma directeur de la région Île-de-France de 1965 qui pose les jalons du futur RER, la liaison évoquée de longue date entre Châtelet et Paris-Nord est temporairement écartée. Laissée à l'écart du projet qui repose principalement sur des infrastructures nouvelles, la ligne de Sceaux devra se contenter d'une courte extension depuis son terminus de la gare du Luxembourg en direction Châtelet, afin de donner correspondance au RER A. En 1969, le gouvernement revient finalement sur cette décision et choisit pour des raisons économiques de favoriser les infrastructures existantes. Devant constituer le point de départ d'une grande transversale nord-sud, la ligne de Sceaux sera prolongée jusqu'à Paris-Nord d'où les trains pourront continuer leur trajet sur les voies de la SNCF.
Souhaitant rentabiliser au maximum le tunnel à construire, la SNCF étudie à partir de 1972 la circulation de quelques missions traversantes supplémentaires sur le réseau RATP à raison d'un train toutes les minutes. Ces trains interconnectés emprunteraient d'abord les voies du RER A entre la gare de Lyon et Châtelet puis celles du RER B entre Châtelet et la Gare du Nord. Par anticipation, les infrastructures sont donc conçues pour permettre cette future interconnexion. Un scénario non concrétisé envisage même l'insertion dans le trafic de quelques TGV.

### Construction
La construction de l'ouvrage, qui s'étend de l'arrière-gare de Châtelet-Les Halles jusqu'au tympan sud de la gare souterraine de Paris Nord, est confiée à la RATP. Les travaux sont particulièrement difficiles mais maîtrisés grâce à l'expérience principalement acquise lors de la percée du RER A. L'ouvrage est réalisé à grande profondeur et passe sous plusieurs lignes de métro ainsi que de nombreux immeubles, parfois anciens. Le tracé traverse principalement les marnes et caillasses, d'anciens bras de la Seine sablonneux dans le secteurs des grands boulevards, et enfin se développe à l'approche de Gare du Nord dans les sables de Beauchamp et le calcaire de Saint-Ouen. La nappe phréatique baigne entièrement le tunnel.

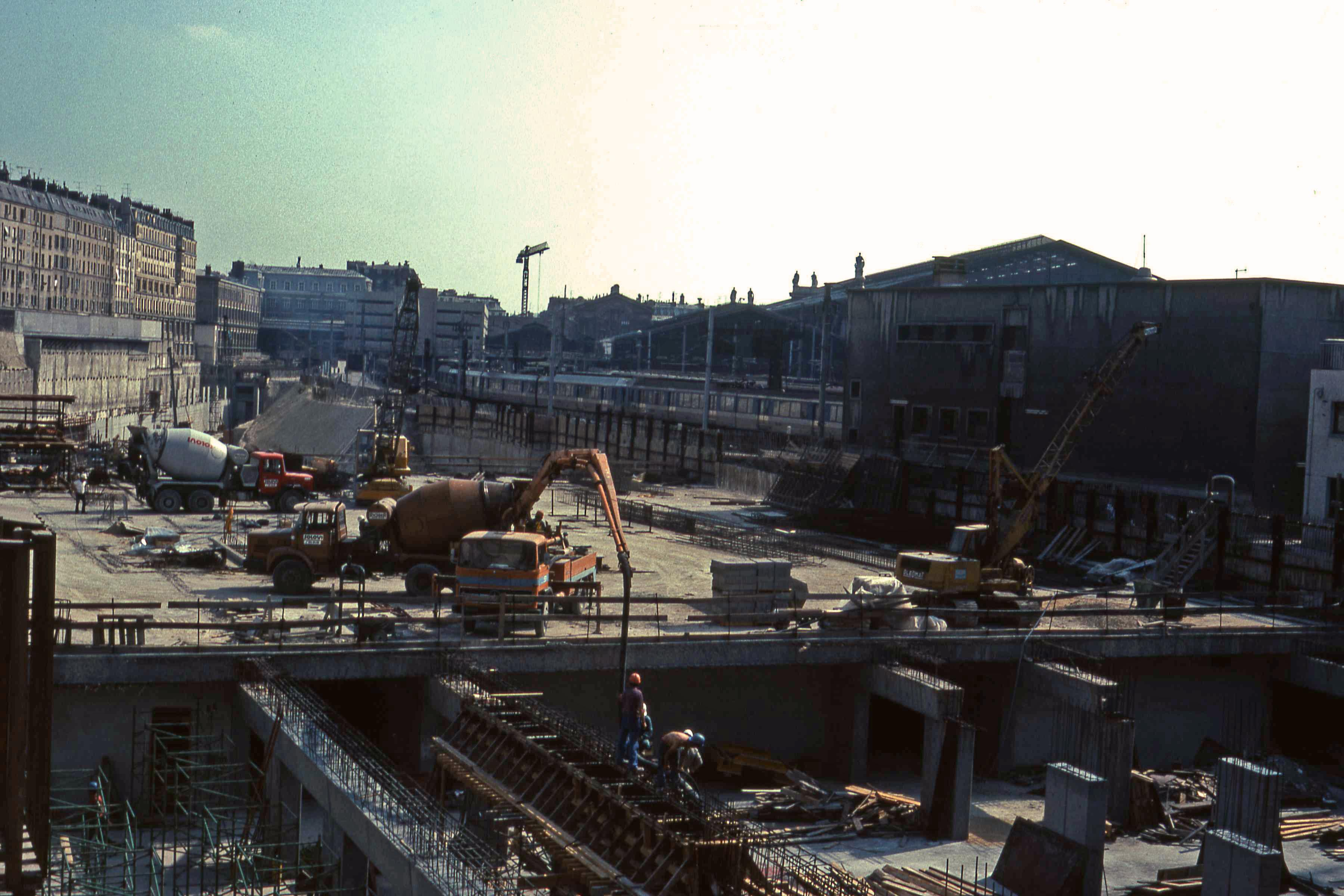
La construction de la gare souterraine à Gare du Nord est réalisée à ciel ouvert

Pour sa réalisation, une galerie pilote de petit diamètre est d'abord creusée, permettant une reconnaissance de la géologie. Dans un second temps, le terrain environnant est consolidé par projection de béton et la voûte supérieure est réalisée à l'abri de la prévoûte par coffrage et bétonnage. Enfin, la moitié inférieure du tunnel est creusée, et les piédroits et le radier réalisés. Les ouvrages de raccordement aux abords de Paris-Nord, d'un volume plus important, sont construits à partir de voussoirs préfabriqués. À l'occasion de ces travaux, une partie de l'ancienne boucle de la ligne 5 du métro est supprimée, le tunnel du RER la croisant à niveau.
Le tunnel se hisse hors de la nappe phréatique en arrivant à Gare du Nord, où la gare souterraine est réalisée sur deux niveaux de 24 m de large sur 70 m de long en chantier à ciel ouvert. Le couloir de 120 m de long permettant la correspondance avec la station de métro de La Chapelle sur la ligne 2 est réalisé dans les déblais d'une ancienne carrière de gypse, sous les fondations de nombreux immeubles.

### Mise en exploitation
Inauguré le 10 décembre 1981, le tunnel permet le prolongement du RER B de Châtelet à Gare du Nord. Le 7 juin 1983, l'arrivée des rames bicourant MI 79 permet l'interconnexion effective du RER B avec le réseau SNCF et son prolongement vers l'aéroport Charles-de-Gaulle et Mitry-Claye. Le 27 septembre 1987, conformément aux plans initiaux, les trains de banlieue de la SNCF en provenance de Villiers-le-Bel sont redirigés vers le tunnel et terminent à Châtelet-les-Halles, donnant naissance au RER D. Si l'usage des voies du RER A jusqu'à Gare de Lyon était entre temps devenu impossible à cause de sa saturation, la cohabitation avec le RER B sur les mêmes voies avait alors été jugée acceptable.
Le  24 septembre 1995, l'interconnexion du RER D avec les trains de banlieue de la gare de Lyon est effective grâce à la construction de deux nouveaux tunnels parallèles à ceux du RER A. En revanche, le tunnel Châtelet - Gare du Nord doit supporter le trafic croissant des deux lignes. Alors que la SNCF prévoyait à l'origine de n'y faire passer que quelques trains par heure, ce sont finalement la plupart des missions du RER D qui traversent Paris, fragilisant grandement l'exploitation.

## Caractéristiques

### Tracé
Le tunnel dans son ensemble mesure 2 156 m de long. L'arrière-gare de Châtelet - Les Halles est long de 374 m tandis que les ouvrages de raccordement de Gare du Nord mesurent 525 m. Entre les deux, le tronçon central du tunnel consiste sur 1 257 m en un boyau de 9,10 m de diamètre, accueillant deux voies. Sa profondeur varie de 13 m à 25 m. Les courbes sont larges avec un rayon d'environ 500 m chacune.  
L'ouvrage débute à la sortie nord de la gare de Châtelet - Les Halles, au pied de l'église Saint-Eustache. Après la convergence des voies des lignes B et D, il passe au dessus du tube est du RER A puis s'infléchit vers le nord. Après avoir franchi la ligne 3 du métro sous la rue Réaumur (à proximité de la station Sentier), il se place sous la rue du Sentier et amorce une section rectiligne longue de 594 m qui s'étend approximativement de la rue des Jeûneurs à la rue de Paradis. À cet endroit, le tunnel s'approfondit en pente douce, le point le plus bas étant atteint au croisement avec les lignes 8 et 9 du métro (entre les stations Bonne-Nouvelle et Grands Boulevards), établies sous le boulevard Poissonnière. Il s'infléchit ensuite vers le nord-est et passe successivement au-dessus des deux tunnels du RER E puis au-dessous de la ligne 7 du métro sous la rue de Chabrol et du raccordement entre les lignes 2, 4 et 5 sous le boulevard de Magenta. Remontant en pente douce, le profil des voies s'accentue à la sortie du tronc commun, atteignant 37,9 mm/m à l'approche de la gare de Paris-Nord. Cette dernière est atteinte au moyen d'une courbe vers le nord après un passage sous la ligne 4 du métro, située sous la rue de Dunkerque.

### Alimentation électrique
Le tunnel réalise une jonction entre la zone sud de Paris, alimentée en 1 500 volts continu, et la zone nord, alimentée en 25 000 volts courant alternatif. Son alimentation présente donc un schéma spécifique. 
L'ouvrage est principalement alimenté en 1 500 V. La commutation entre les deux courants se fait en amont de l'arrêt à Gare du Nord dans le sens de la marche, c'est-à-dire de la manière suivante :
- Dans le sens Nord → Sud, la commutation s'effectue juste avant l'arrivée des trains à Gare du Nord. Les trains entrent donc en gare sous 1 500 volts continus, marquent l'arrêt quais 42 et 44 puis pénètrent dans le tunnel en direction de Châtelet - Les Halles.
- Dans le sens Sud → Nord, la commutation s'effectue dans le tunnel, quelques dizaines de mètres avant l'arrivée à Gare du Nord. Les trains passent en 25 000 volts alternatif puis s'arrêtent quais 41 et 43.

La gare souterraine demeure toutefois commutable et chaque voie peut recevoir indifféremment des trains dans les deux tensions, ce qui était le cas lorsque du matériel monocourant (principalement des Z 23000 de la ligne de Sceaux ou des VB 2N avec des locomotives BB 17000) s'y présentait.
Depuis 1987, le matériel roulant des lignes B et D du RER est intégralement bicourant et la réception sur la tension d'arrivée ne s'opère qu'en cas de défaut dans la commutation automatique, ou en cas de rupture d'exploitation avec demi-tour des trains à quai[réf. souhaitée].

### Ventilation

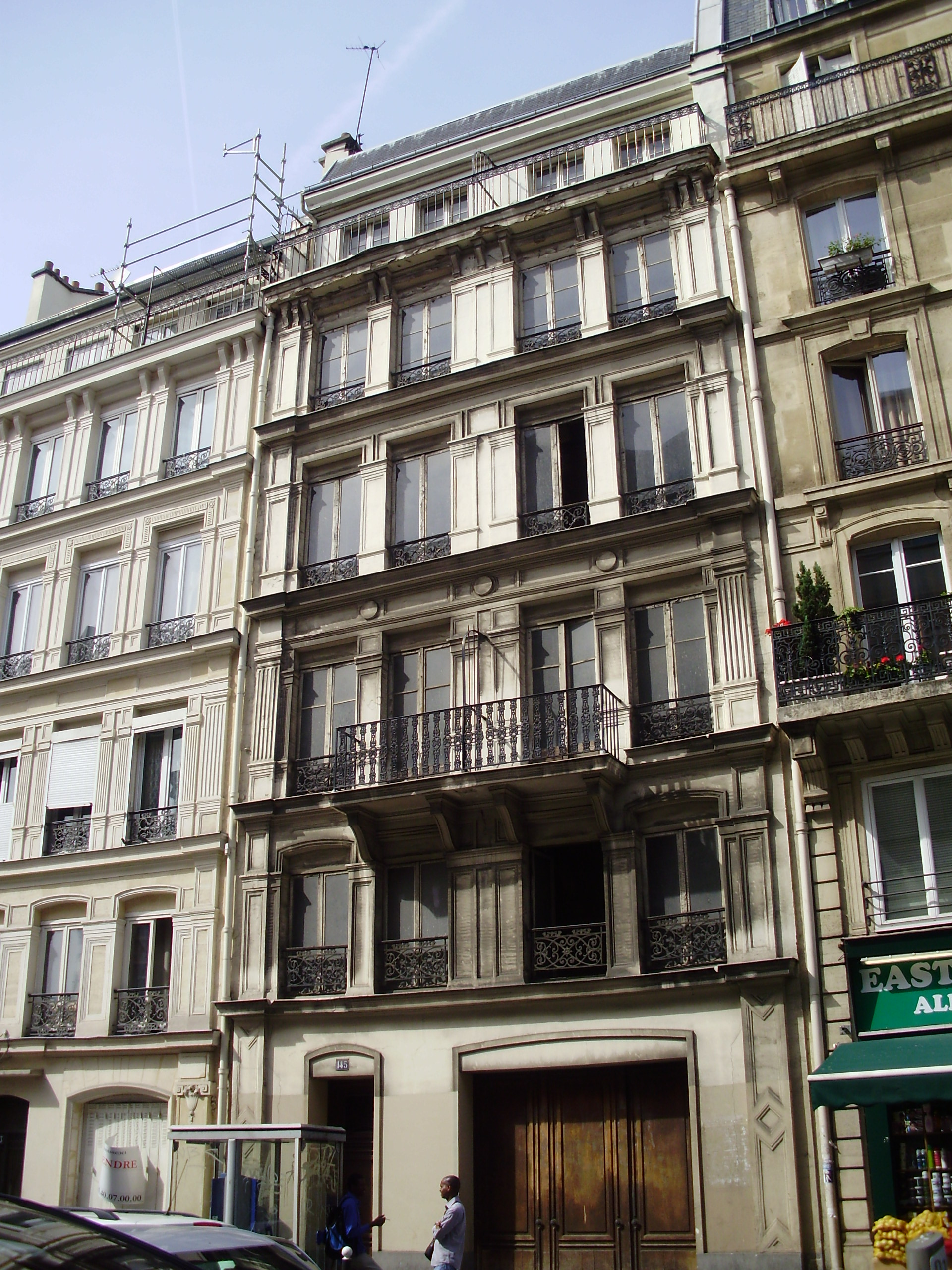
Le 145, rue Lafayette est un immeuble factice dissimulant l'ouvrage de ventilation Lafayette

La ventilation du tunnel est assurée par quatre ouvrages, certains camouflés en surface dans des immeubles factices.
- Étienne Marcel (insufflation par 1 hélicoïde), avec un puits à l'angle de la rue Étienne-Marcel et de la rue Tiquetonne
- Aboukir (insufflation par 2 hélicoïdes), ouvrage situé en surface dans un immeuble factice au 44, rue d'Aboukir
- Petites écuries (extraction par 2 hélicoïdes), avec une sortie en surface au rez-de-chaussée du 54, rue des Petites Écuries
- La Fayette (extraction par 2 hélicoïdes), ouvrage situé dans l'immeuble factice du 145, rue La Fayette

## Difficultés d'exploitation et projets de doublement
Différents projets, inscrits dans le schéma directeur régional, existent pour soulager le très lourd trafic qui l'emprunte quotidiennement, du déploiement annoncé du nouveau système d'exploitation des trains à un hypothétique doublement des voies par creusement d'un nouveau tunnel, que ce soit à proximité ou le long d'un nouvel itinéraire à déterminer,.